# Рој Чепмен Ендруз
Рој Чепмен Ендруз (енгл. Roy Chapman Andrews, 26. јануар 1884 – 11. март 1960) био је амерички истраживач, авантуриста и природњак који је постао директор Америчког музеја природне историје. Он је пре свега познат по томе што је водио низ експедиција у Кину, пустињу Гоби и Монголију почетком 20. века. На експедицијама су се десила важна открића, а пре свега он је из пустиње Гоби донео прва фосилизована јаја диносауруса у музеје. Прославили су га и његови списи са његових путовања.

## Биографија
Ендрјуз је рођен 26. јануара 1884, у Белојту. Као дете, он је истраживао шуме, поља и воде, и развијао је разне вештине. Након што је дипломирао почео је да ради у Америчком музеју историје и природе у Њујорку. Ендруз је прво почео да ради као домар, и прикупљао је узорке које је предавао у музеј. Током наредних неколико година, он је радио и студирао истовремено. Од 1909. до 1910, Ендруз је пловио на броду УСС Албатрос до Источне Индије. Тамо је прикупљао змије и гуштере и посматрао морске сисаре. 1913. је пловио на броду Адвентурес до Артика. 1914. се оженио са Ивет Боруп. 1916. и 1917. су он и његова супруга водили Азијатске зоолошки експедиције у кинеску провинцију Јунан, а и у друге провинције Кине. Тада је написао књигу Кампови и руте у Кини у којој је бележио своја искуства. 1920. је почео планирати експедицију у Монголију. Аутомобилима Додге се одвезао на запад из Пекинга. 1922. је открио фосиле Индрикохериума, и гигантских носорога (фосили гигантских носорога су у музеј стигли 19. децембра 1922). 1920. је отишао у Монголију, у нади да ће сазнати нешто о људском пореклу. Није сазнао ништа, али је открио много костију диносауруса. Током 4 експедиције у пустињи Гоби између 1922. и 1925, открио је нове врсте диносауруса: Протоцератопса, Овираптора и његова јаја, Пинакосауруса, Сауроринитојдеса , и Велоцираптора. Ниједна од ових врсти пре није била позната. 13. јула 1923. је показао јаја диносауруса која је открио. Упочетку се сматрало да јаја припадају цератопсу, али је касније откривено да су то јаја Овираптора. Током те експедиције је Валтер Грангер открио лобању из периода Креде. 1925. је у музеј послано писмо у којем је писало да је лобања од сисара. Од 1926. до 1928, кинеска власт није дозвољавала експедиције. 1929. је експедиција отказана. 1930. је Ендруз открио фосиле Мастодона. Сниматељ Џејмс Б. Кантер је направио евиденцију многих Ендрузових експедиција. Такође је и на почетку 20. века открио највишу особу у Монголији, Ондора Гонгора. 1930. се Ендруз вратио у Сједињене Америчке Државе и развео од своје жене са којом је имао два сина. 1935. се оженио за Вилелмину Крисмас. Умро је 11. марта 1960. у граду Кармел на Мору у Калифорнији са 76 година.